# 567 Елевтерія
567 Елевтерія (567 Eleutheria) — астероїд головного поясу, відкритий 28 травня 1905 року Паулєм Ґьотцом у Гейдельберзі.
Тіссеранів параметр щодо Юпітера — 3,186.